# Brebrovac
Brebrovac is een plaats in de gemeente Jastrebarsko in de Kroatische provincie Zagreb. De plaats telt 121 inwoners (2001).